# Berrien
Berrien is een gemeente in het Franse departement Finistère, in de regio Bretagne. De plaats maakt deel uit van het arrondissement Châteaulin. Berrien telde op 1 januari 2022 920 inwoners.

## Geografie
De oppervlakte van Berrien bedroeg op 1 januari 2022 56,42 vierkante kilometer; de bevolkingsdichtheid was toen 16,3 inwoners per km².

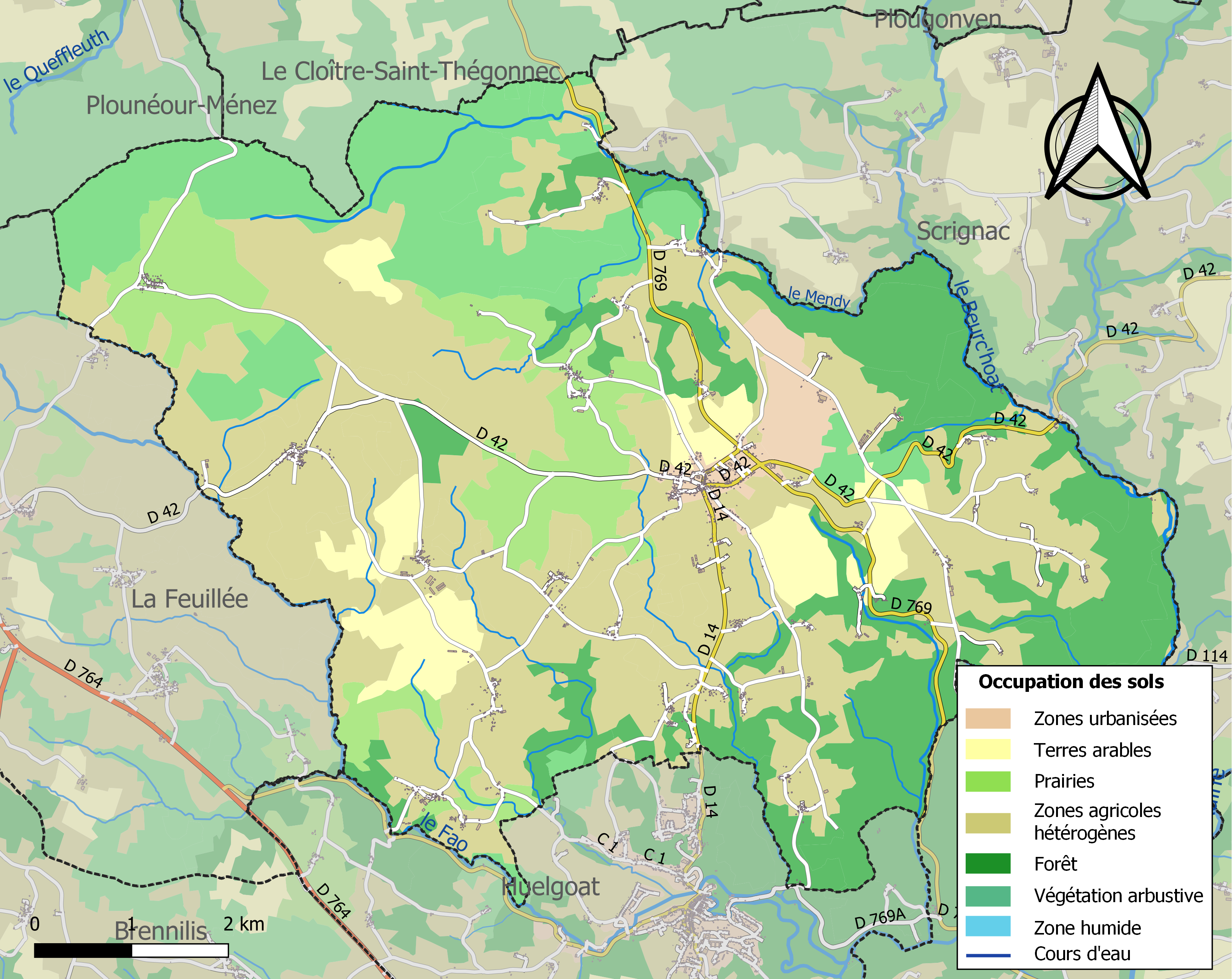
Kaart van de gemeente met belangrijkste infrastructuur, bodemgebruik en omliggende gemeenten

## Demografie
Onderstaande figuur toont het verloop van het inwonertal (bron: INSEE-tellingen).